# كأس النرويج 1972
كأس النرويج 1972 (بالنرويجية: Norgesmesterskapet i fotball for menn 1972)‏ هو الموسم 67 من كأس النرويج. أشرف على تنظيمه اتحاد النرويج لكرة القدم، وفاز فيه نادي بران.